# Skjelnan
Skjelnan är en tidigare tätort i Tromsø kommun i Troms fylke i norra Norge. Orten ligger vid fylkesväg 864, på östra sidan av Tromsøysundet.
Sedan 2021 räknas bebyggelsen i orten som en del av tätorten Tromsdalen.
Tidigare har orten tillhört dåvarande Tromsøysunds kommun.